# Куйбышевский завод «Электроприбор»
Куйбышевский завод «Электроприбор» (укр. Куйбишевський завод «Електроприлад») — промышленное предприятие в посёлке городского типа Куйбышево (ныне Бильмак) Запорожской области Украины, прекратившее своё существование.

## История
В конце 1943 года в райцентре Куйбышево была организована промышленная артель, производившая предметы хозяйственно-бытового назначения. После окончания Великой Отечественной войны артель была объединена с кирпичным заводом в Куйбышевский райпромкомбинат.
В 1966 году на базе промкомбината был создан Куйбышевский завод «Электроприбор», первой продукцией которого стали бытовые кухонные электроплитки, металлическая черепица и мебель. В первые годы завод относился к категории предприятий местной промышленности и численность рабочих составляла 300 человек.
В 1977 году завод был передан из ведения министерства местной промышленности УССР в министерство промышленности средств связи СССР и преобразован в филиал запорожского завода «Радиоприбор». В дальнейшем, в соответствии с десятым пятилетним планом развития народного хозяйства СССР завод был расширен (был создан сборочный цех, смонтированы два разборных строения, количество рабочих увеличено до 775 человек), расширена номенклатура выпускаемой продукции. Так, в 1978 году завод начал производство школьных радиоузлов РУШ, затем освоил производство радиоузлов РУШ-2, блока питания для передатчиков системы 15Э, коммутационной аппаратуры и др.
В целом, в советское время завод был крупнейшим предприятием райцентра, на его балансе находились объекты социальной инфраструктуры. 
После провозглашения независимости Украины завод был передан в ведение министерства машиностроения, военно-промышленного комплекса и конверсии Украины.
В 1990е годы в условиях экономического кризиса, разрыва хозяйственных связей и сокращения государственного заказа положение предприятия осложнилось. В это время завод переориентировался на ремонт электроприборов, электродвигателей и производство металлоизделий (ворот, заборов, торговых киосков и др.).
В мае 1995 года Кабинет министров Украины утвердил решение о приватизации завода «Электроприбор», в дальнейшем государственное предприятие было преобразовано в открытое акционерное общество и прекратило своё существование.